# Schloss Crossen (Oder)

Grundriss des Schlosses

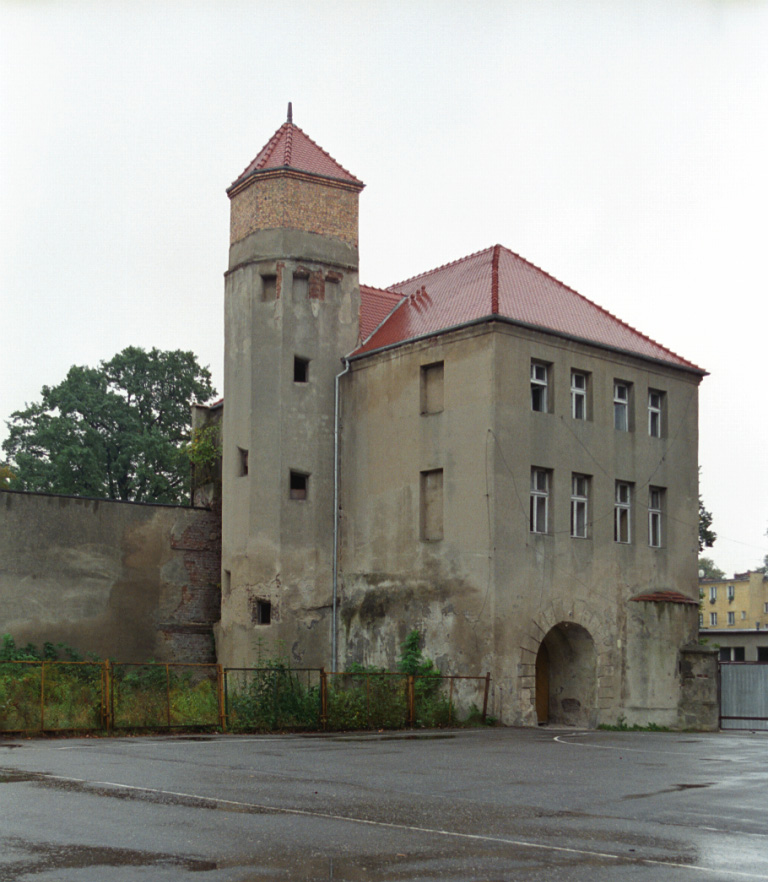
Torturm

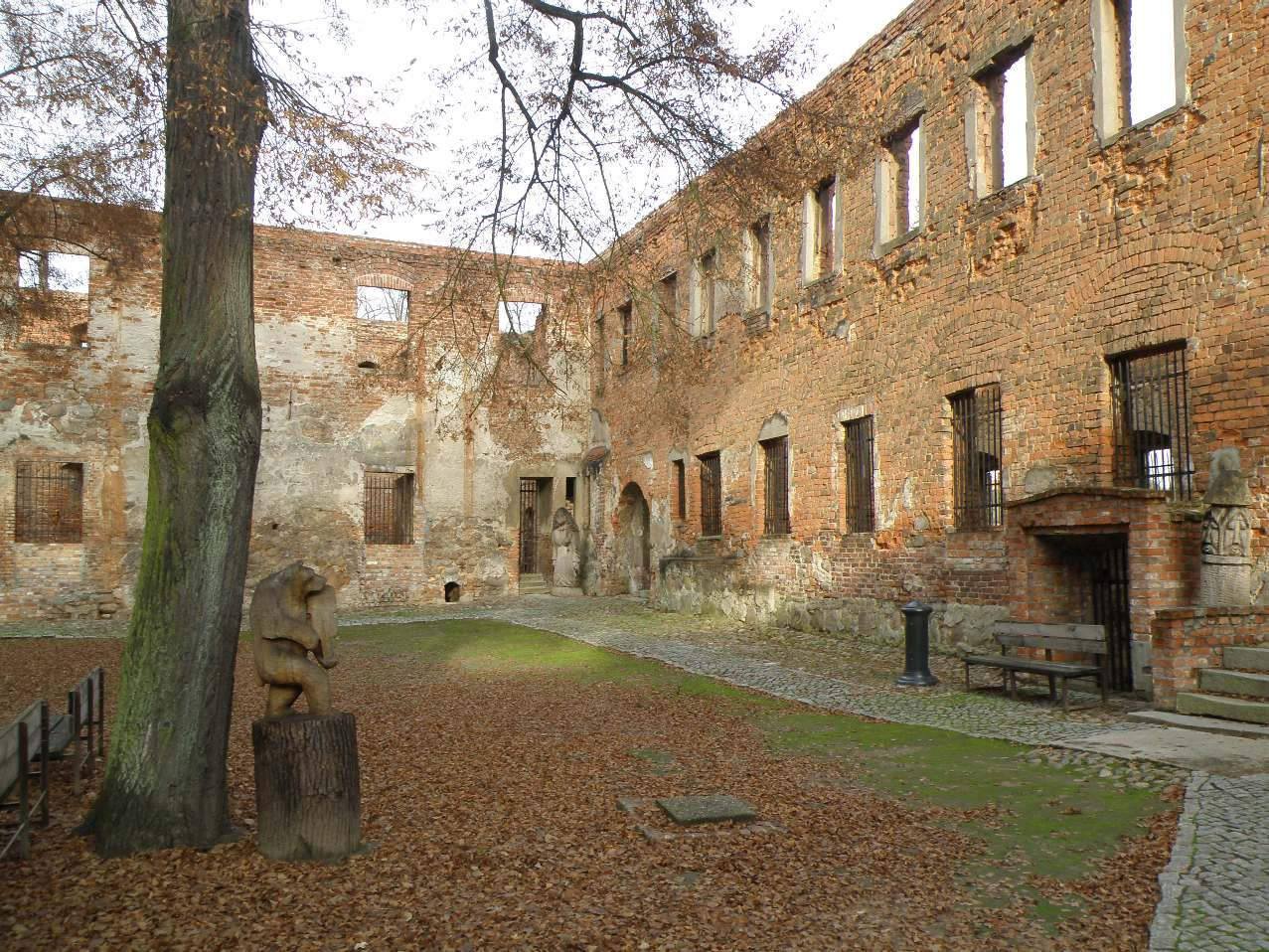
Innenhof des Schlosses

Das Schloss Crossen (polnisch Zamek w Krośnie Odrzańskim) in Krosno Odrzańskie in der Woiwodschaft Lebus in Polen liegt am nordöstlichen Rand der Altstadt.

## Geschichte
Crossen, gelegen zwischen Oder und Bober, war schon unter den Piasten mit einer Festung ausgestattet, die in der Chronik des Thietmar von Merseburg erwähnt wird. Archäologische Untersuchungen zeigten, dass schon im 8. Jahrhundert eine Festung im Ort bestand, jedoch nicht an der heutigen Stelle, sondern tiefer gelegen am linken Ufer des Bober.
Die Entstehung der Burg wird dem Herzog Heinrich I. dem Bärtigen zugeschrieben, der hier Zuwanderer ansiedeln ließ, die vor allem aus den deutschsprachigen Gebieten stammten. 1217 verlieh er der bei seiner Burg gelegenen Ansiedlung das Stadtrecht. Ab 1251 diente das Schloss Crossen als Residenz des Herzogtums Crossen. Erster Herzog war Konrad II. von Schlesien, der auch als Herzog von Crossen titulierte.
1277 wurde Crossen an die Brandenburger Askanier verpfändet, und 1314 fiel es wieder an das piastische Herzogtum Glogau. 1476 gelangte Albrecht Achilles in Besitz von Crossen, das im folgenden Glogauer Erbfolgestreit schwer umkämpft war. 1482 wurde Crossen an die Neumark angeschlossen.
Ab dem 16. Jahrhundert war Crossen Witwensitz der brandenburgischen Kurfürstinnen. Unter Katharina, Herzogin von Braunschweig-Wolfenbüttel, wurde das Schloss im Stil niedersächsischer Schlösser umgestaltet. Im Jahr 1598 bezog Elisabeth von Anhalt  ihren Witwensitz in Crossen und ließ Innenräume und Außenfassaden neu gestalten. Im Dreißigjährigen Krieg wurde das Schloss teilweise zerstört und für die kurfürstliche Witwe Elisabeth Charlotte von der Pfalz wieder hergerichtet, die es zwischen 1650 und 1660 bewohnte.
Das Schloss wurde Ende des Zweiten Weltkriegs zerstört. Während der Torbau nach erfolgter Restaurierung als Kunst- und Kulturzentrum genutzt wird, sind die übrigen Bauteile als gesicherte Ruine erhalten.

## Bauwerk
Die unter Herzog Heinrich I. erbaute Burg war vermutlich ein zweigeschossiger Flügelbau mit einem viereckigen Hof und einer hohen Kurtinenmauer. Der heutige Schlossgrundriss basiert auf dem der mittelalterlichen Burg. Die Burg war unabhängig vom Wehrsystem der Stadt und hatte einen Festungsgraben und ein stark gesichertes Tor. Das heutige dreigeschossige Torgebäude schließt sich an den südlichen Westflügel und an einen polygonalen Turm an. Die Hoffassade des Westflügels ist fünfachsig, diejenige des Ostflügels war ursprünglich sechzehnachsig, ist jedoch nicht vollständig erhalten. Die Hoffassaden des Nordflügels und des Südflügels haben eine unregelmäßige Fensteranordnung, wobei der Südflügel aus zwei miteinander verbundenen Baukörpern besteht, zwischen denen ursprünglich ein Treppenhaus bestand.